# سوتي سوكسومكيت
سوتي سوكسومكت (بالتايلندية: สุธี สุขสมกิจ) ، من مواليد 5 يونيو 1978، وهو لاعب كرة قدم تايلندي، يلعب لنادي هوم يونايتد ومنتخب تايلند لكرة القدم. يجيد اللعب كمهاجم وكلاعب جناح.
في كأس آسيا 2004 سجل هدف تايلند الوحيد في البطولة وكان على منتخب اليابان لكرة القدم.

## كأس آسيا

### كأس آسيا 2004
و قد سجل هدف في مرمى منتخب اليابان لكرة القدم.

### كأس آسيا 2007
و في كأس آسيا 2007 سجل الهدف الأول في البطولة على منتخب العراق لكرة القدم من ركلة جزاء.

## روابط خارجية
- سوتي سوكسومكيت على موقع الاتحاد الدولي (مؤرشف)  (الإنجليزية)
- سوتي سوكسومكيت على موقع قاعدة بيانات كرة القدم.إي يو (الإنجليزية)
- سوتي سوكسومكيت على موقع ناشيونال فوتبول تيمز (الإنجليزية)
- سوتي سوكسومكيت على موقع Soccerway.com (الإنجليزية)
- سوتي سوكسومكيت على موقع عالم كرة القدم.نت (الإنجليزية)
- سوتي سوكسومكيت على موقع كووورة